# 佩因嶺
71°50′S 162°0′E / 71.833°S 162.000°E
佩因嶺（英語：Paine Ridge）是南極洲的山嶺，位於維多利亞地的彭內爾海岸，處於兩角山脈的西南端，美國地質調查局根據測量和該國海軍的空中照片繪入地圖，現時由南極條約體系管理。